# 下淡水社寄語
〈下淡水社寄語〉是台灣清治時期鳳山縣教諭朱仕玠於其著作《小琉球漫誌》中，以閩南語漢字音擬音註解出馬卡道族下淡水社的249個馬卡道語詞彙，自成一卷。由下淡水社出身、能操漳泉語的樂舞生趙工孕協助翻譯。「寄語」即譯語，源自薛俊編撰的〈日本寄語〉。

## 語彙
以下完整羅列出〈下淡水社寄語〉收錄的馬卡道語語彙，按原文進行分類，並於擬音漢字後方括弧內附註閩南語白話字以表記該漢字擬音詞之讀音，但不標記漢字之聲調。

### 天文
- 天：文臨（bun-lim）
- 日：阿易（a-ek）
- 月：務難（bu-lan）
- 星：丁迓迓（teng-ga-ga）
- 風：麻例（ba-le）
- 雨：污難（u-lan）
- 露：於納（i-lap）
- 霞：污臨（u-lim）
- 雷：你踏（ni-tah）
- 落雨：無儺（bu-lo）
- 霧：方納（hong-lap）

### 時令
- 早：罵南覓
- 夜：覓嗌
- 午：特特喉嗌
- 晚：抹即
- 明：罵南滅
- 暗：馬畢郎
- 冷：罵加參
- 暖：罵喉爾（ma-ho-e）
- 今日：你你後維
- 明日：下南埋
- 後日：意老埋

### 地理
- 地：奈
- 田：於罵
- 水：喇零
- 海：芒（mang）
- 石：麻卓
- 山：無僅
- 火：呵𠽡
- 沙：你伊
- 井：疚
- 塵：納本
- 房：爾舊
- 屋：芒芒（mang-mang）
- 門：呵納

### 方向
- 前：呵落（he-loh）
- 後：鬱即（u-gi）

### 珍寶
- 金：文老員
- 銀：拜索（pitso）
- 錢：馬例（mali）
- 錫：心覓（si-mi）

### 人物
- 官：罵仁
- 百：姓踏
- 父：攬麥
- 母：賴臘
- 公：攬慕
- 哥：格格
- 伯叔父：攬慕
- 男人：安麥
- 女人：因納（i-na）
- 老人：馬麼
- 後生：吒老歪
- 孩子：阿埋
- 兒子：馬埋
- 外甥：安嘓
- 你：馬何
- 我：阿要
- 富：罵住罵
- 貧：罵落

### 人事
- 要：馬論來（ ）
- 不要：買仁（ ）
- 立：株里爾（ ）
- 坐：微洛王（ ）
- 看：微踏（ ）
- 等待：呵嗎鬥（ ）
- 拿來：馬臘（ ）
- 拿去：阿臘後力（ ）
- 眠：微阿立（ ）
- 行：嗎訥訥難（ ）
- 走：藉函（ ）
- 來：污掛下（ ）
- 去：嗎難倒（ ）
- 罵：嗎喝納（ ）
- 笑：嗎鬥沽（ ）
- 怒：嗎喝（ ）
- 愁：嗎裡芒（ ）
- 愛惜：嗎下林（ ）
- 唱：巴苗鶴（ ）
- 吹：微葉（ ）
- 怠慢：卑卓骨（ ）
- 尊敬：嗎下林（ ）
- 借：王喃（ ）
- 殺：剝挾（ ）
- 打人：木木踏（ ）
- 痛：嗎漢喃（ ）
- 買：拜流（ ）
- 賣：拜臘（ ）
- 哭：嗎棟雅（ ）
- 醉：罵俄（ ）
- 賒：王喃（與借同）
- 害：無煞（ ）
- 換：富鬥鄰（ ）
- 有情：合割居阿抹（ ）
- 無情：海鄰居阿抹（ ）
- 叫：踏頸頸（ ）
- 老實說話：嗎世英奇畫（ ）
- 病：嗎漢喃（ ）
- 活：嗎安（ ）
- 死：嗎踏夕（ ）
- 肚飢：貌煞（ ）
- 飽：嗎密狗（ ）
- 無工夫：海鄰奇旁喝（ ）
- 親：拿並並（ ）
- 在：合割（ ）
- 不在：海鄰（ ）
- 快來：嗎六甲居蓋瓦（ ）
- 快去：嗎六甲居麼難（ ）
- 醒：合帛（ ）
- 夢：微嗎郎（ ）
- 亂說：突縛居話（ ）
- 說話：抹抹（ ）
- 娶親：波陳那（ ）
- 食：嗎幹居麥麥（ ）
- 食飽不用添：買仁均（ ）
- 叫人：泰泰庵（ ）
- 醒：買嗷（ ）
- 醜陋：嗎同喉（ ）
- 好人：嗎涼踏（ ）
- 惡人：嗎同喉踏（ ）
- 不曉得：興咬萬納（ ）
- 慢慢的：嗎你（ ）
- 快快的：嗎下甲（ ）
- 起身：嗎那卓（ ）
- 寫字：順力（ ）
- 讀書：光登（ ）
- 那裡去：駒拿交（ ）

### 身體
- 耳：哈唎
- 口：晤和
- 鼻：爾旋
- 目：麻搭（mata）
- 手：林罵（lim-ma）
- 舌：那吝納
- 腳：德感（tek-kam）
- 心：呵莫
- 唇：蜜蜜（bit-bit）
- 牙：踏墨（tah-pat）
- 頸：踏甕
- 腰：莫引（bok-in）
- 背：力骨（lek-kut）
- 面：門哪
- 腸：朕朕
- 須：蔗部（chia-poo）
- 發：毛角

### 器用
- 大刀：治哇（ti-oa）
- 小刀：治列（ti-liat）
- 鏢槍：林溫（lim-un）
- 刀柄：笨郎（pun-long）
- 弓：舞幾（bu-kui）
- 箭：竹箸（tek-ti）
- 刀鞘：踏答（tah-tap）
- 紙：萬立（ban-lip）
- 鎖：鏈鏈（lian-lian）
- 針：納陰（lap-im）
- 線：瓦來（oa-lai）
- 扇：礁巴悅（ta-pa-iat）
- 鍋：加裏帛（ka-li-peh）
- 灶：力儺（lat-lo）
- 帚：阿越（a-oat）
- 碗：居舌舌（ki-siat-siat）、其矢（ki-si）
- 箸：甘直（kam-tit）
- 席：韓喇
- 被：踏踏唵
- 梯：丹丹（tan-tan）
- 傘：斗鈴
- 燭：富篤
- 手巾：巴里合（pa-li-hap）
- 鋸：化化（hoa-hoa）
- 鐮：交交（kau-kau）
- 鼻簫：林慮（lim-li）
- 口琴：突覓（tut-bek）
- 耳環：打甲甲（tann-kah-kah）
- 書：冊（chheh）
- 柴：加若（ka-jiok）
- 椅：棹踏息
- 煙筒：必進觀
- 枕：嗎芒芒（ma-pong-pong）
- 椰瓢：奇麟

### 衣服
- 衣：蘇麥（su-mai）
- 衫：梭木
- 帽：哥羅篤
- 褲：住雖
- 鞋：踏踏賓（tah-tah-pin）

### 飲食
- 飲：羅物（lo-but）
- 鹽：嗎易（ma-i）
- 油：意嗎（i-ma）
- 榖：壓臘（ap-lah）
- 禾：污下（u-ha）
- 豆：搭婁
- 酒：唳鶴
- 煙：安卓（an-toh）
- 吃煙：打馬鼓（taⁿ-ma-koo）
- 糖：翻落（hoan-loh）

### 花木
- 柚：瓜棱
- 菜：納登
- 瓜：貓喝
- 地瓜：監家密（kam-ka-bit）

### 鳥獸
- 牛：暖亂（loan-loan）
- 馬：甫（hu）
- 羊：藥（ioh）
- 鹿：文那（bun-na）
- 鼠：撈茅
- 鵝：江牙
- 猴：勞同（lotong）
- 鴨：老埋
- 貓：祿茅
- 狗：馬八
- 狗吠：馬八居嘵嘵
- 雞：孤甲
- 豬：罵威（bavi）
- 豬肉：罵合（bavi）
- 魚：家限
- 蝦：大江迓

### 數目
- 一：塞塞壓
- 二：勞勞呷
- 三：大哆絡（tua-tolo）
- 四：踏八（ta-pat）
- 五：阿里麥（a-lima）
- 六：安臨（anem）
- 七：哆哆（to-to）
- 八：歸伯
- 九：篤假
- 十：皆墊
- 百：數論那
- 千：圭納

### 通用
- 有：赫刮（ ）
- 無：海林（ ）
- 好：馬鄰（ ）
- 極好：馬孤攀（ ）
- 大：末老（ ）
- 小：亦單（ ）
- 破：聞木（ ）
- 多：買縛（ ）
- 少：三興（ ）
- 遠：馬鬥瓜（ ）
- 近：嗎字例（ ）
- 長：罵鄰接（ ）
- 短：罵古珍（ ）
- 高：罵裡異（ ）
- 矮：郭律（ ）
- 深：罵來居（ ）
- 淺：罵利甲（ ）
- 厚：嗎骨覓（ ）
- 薄：罵巴你邊（ ）
- 緊：嗎六甲（ ）
- 緩：嗎你（ ）
- 是：津麗（ ）
- 不是：百你（ ）
- 臭：罵仁朱（ ）
- 香：罵網衣（ ）

## 外部連結
- 小琉球漫志卷十（页面存档备份，存于）
- 〈下淡水社寄語〉【小琉球漫志卷十】白話翻譯－宋澤萊－台文戰線聯盟（页面存档备份，存于）